# 284
Évszázadok: 2. század – 3. század – 4. század
Évtizedek: 230-as évek – 240-es évek – 250-es évek – 260-as évek – 270-es évek – 280-as évek – 290-es évek – 300-as évek – 310-es évek – 320-as évek – 330-as évek
Évek: 279 – 280 – 281 – 282 –  283 – 284 – 285 – 286 – 287 – 288 – 289

## Események

### Római Birodalom
- Carinus császárt és Numerianus császárt választják consulnak.
- Numerianus Szíriából Rómába indul. Szemgyulladása miatt zárt hordszéken utazik, de novemberben Bithüniában egyik nap katonái holtan találják a gyaloghintójában.
- November 20-án Numerianus főtisztjei az elit lovasság parancsnokát, Dioclest választják meg császárnak (bár Numerianus bátyja, Carinus a legitim uralkodó). Diocles a latinosabb Diocletianusra változtatja a nevét.
- Diocletianus a praetorianus gárda parancsnokát, Lucius Flavius Apert vádolja Numerianus meggyilkolásával és a hadsereg előtt saját kezűleg döfi le őt a kardjával.
- Szeptember 11: a kopt naptár kezdete.

### Perzsia
- II. Bahrám király a perzsa arisztokrata III. Miriant helyezi a kaukázusi vazallus állam, Ibéria trónjára. Mirian 77 évig uralkodik majd és ő lesz az ország első keresztény királya.

### Kína
- Római követség érkezik Kínába és ajándékokat adnak át Vu császárnak.

### Korea
- Meghal Micshu, Silla királya. Utóda Jurje, a néhai Csobun király fia.

## Születések
- Csin Huaj-ti, kínai császár

## Halálozások
- Numerianus római császár
- Lucius Flavius Aper, római politikus
- Szun Hao, a kínai Vu állam császára

## Fordítás
- Ez a szócikk részben vagy egészben  a(z)   284 című angol Wikipédia-szócikk ezen változatának fordításán alapul.  Az eredeti cikk szerkesztőit annak laptörténete sorolja fel. Ez a jelzés csupán a megfogalmazás eredetét és a szerzői jogokat jelzi, nem szolgál a cikkben szereplő információk forrásmegjelöléseként.